# کوشک (ترکیه)
کوشک (به ترکی استانبولی: Köşk) شهری است در کشور ترکیه که در استان آیدین واقع شده‌است. جمعیت این شهر بر اساس سرشماری سال ۲۰۰۸ میلادی ۹٬۷۷۸ نفر و بر اساس برآوردهای سال ۲۰۰۹ میلادی ۱۰٬۰۱۲ نفر می‌باشد.